# Damián Escudero
Damián Ariel Escudero (Rosário, 20 de abril de 1987) é um ex-futebolista argentino que atuava como meia.

## Carreira

### Vélez Sársfield
Conhecido por muitos como "El Pichi" pela sua característica física, Damián é filho do ex-jogador argentino, Osvaldo Escudero. Desde novo, era considerado por muitos uma futura promessa do futebol argentino.
Sua estreia em uma partida profissional foi pelo Vélez Sársfield no ano de 2005, e seu primeiro gol foi em uma partida contra o Newell's Old Boys no dia 4 de março de 2006, na vitória por 1 a 0. Seu estilo de jogo era constantemente comparado com o de um jogador de futsal, pois apresentava velocidade de raciocínio e dribles impressionantes, além do rápido toque de bola e visão de jogo.
No ano de 2007, "chamou a responsabilidade" e vestiu a camisa 10.ª do Vélez durante toda a temporada. Em uma partida válida pela Copa Libertadores da América de 2007, contra o Internacional, atual campeão até então, Escudero foi o destaque e marcou dois belos gols na vitória por 3 a 0. Diante do rival Boca Juniors, nas oitavas de final, após perder por 3 a 0 na Bombonera, venceu em casa por 3 a 1, mas de nada adiantou e sua equipe foi eliminada da competição para o time que viria a se sagrar hexacampeão no final do torneio. Nessa mesma temporada, Escudero não conseguiu levar o Vélez para a Copa Sul-americana, anotou três gols no torneio Clausura, incluindo um golaço contra o Boca Juniors.
Ao todo, o jogador realizou 74 partidas no clube e marcou 18 gols.

### Futebol Espanhol
Em 2008, foi anunciado que Damián Escudero iria jogar no Villarreal CF da Espanha que pagou 12 milhões de euros para ter a jovem promessa argentina. No entanto, o meia fez uma temporada abaixo das expectativas criadas e realizou poucas partidas. No mesmo ano, foi emprestado para o Real Valladolid, outro clube espanhol, porém não obteve sucesso. Ficou no clube por um ano, disputando apenas 15 partidas. O jogador retornou ao Villarreal em 2010, mas com o francês Robert Pirès e o espanhol Santi Cazorla agradando os torcedores e em boa fase, o argentino foi pouco relacionado para os jogos do Campeonato Espanhol e ainda teve que lidar com uma série de lesões graves. Seu único gol pelo Villarreal ocorreu no dia 4 de março de 2010 contra o Xerez CD, na vitória por 2 a 0, com Escudero atuando por apenas cinco minutos.

### Boca Juniors
Com poucas chances na Europa, Escudero acertou sua volta ao futebol argentino no verão de 2010, para atuar pelo Boca Juniors, que comprou 50% dos direitos do jogador. Porém, com as lesões atrapalhando, Escudero passou em branco durante boa parte da temporada, sendo reserva de Juan Roman Riquelme e disputando apenas 13 partidas.

### Grêmio
Em março de 2011, Escudero foi anunciado oficialmente como novo reforço do Grêmio, para a disputa da Copa Libertadores da América de 2011. O meia foi apresentado juntamente com o meia Carlos Alberto, ex-Vasco da Gama e FC Porto. A vinda de Escudero ao time do Grêmio, selou o fim de um jejum de mais de um ano sem estrangeiros no clube, desde a saída de Maxi López para o futebol italiano.
Logo na sua estreia com a camisa tricolor, em um jogo válido pelo Campeonato Gaúcho, Escudero marcou seu primeiro gol contra o Porto Alegre, na vitória por 3 a 0.
Após um longo período de oscilações, o jogador se firmou como titular com o treinador Celso Roth em setembro. Seu primeiro gol no Brasileirão foi contra o Atlético Paranaense, tendo o meia marcado o primeiro tento da goleada de 4 a 0 para o Tricolor Gaúcho.
Embora sua vontade fosse de permanecer no clube gaúcho (chegou a dizer que jogaria até de graça porque amou a camiseta tricolor gaucha), devido ao pedido de 6 milhões de euros por parte do Boca Juniors, seu empréstimo não foi renovado ao final do contrato.

### Atlético Mineiro
Para a temporada de 2012, Escudero acertou com o Atlético Mineiro, garantindo assim a permanência no futebol brasileiro por mais um ano.
No dia 20 de maio de 2012, o jogador marcou seu primeiro gol com a camisa alvinegra, sendo o gol da vitória do Atlético Mineiro sobre a Ponte Preta, em jogo válido pela 1.ª rodada do Brasileirão, com uma cabeçada da entrada da área.
Ao término do seu contrato, devido ao bom desempenho do meia ao longo da temporada, o Atlético tentou junto ao Boca Juniors a renovação do empréstimo do jogador por mais um ano, mas os valores pedidos pelo clube argentino foram considerados altos pela diretoria alvinegra, e Escudero foi devolvido ao Boca Juniors.

### Vitória
Após boa temporada pelo Atlético, Escudero ganhou cartaz entre os clubes brasileiros, e no dia 25 de janeiro de 2013 acertou sua permanência no futebol do país por mais um ano, sendo emprestado ao Vitória, que retornava à Série A após dois anos. A negociação ocorreu junto ao Boca Juniors, na época detentor dos seus direitos.
Estreou pelo rubro-negro baiano no dia 14 de fevereiro, marcando um dos gols da vitória por 2 a 0 sobre o Ceará, em jogo realizado no Estádio Presidente Vargas, em Fortaleza, e válido pelas quartas-de-final da Copa do Nordeste. Semanas depois, no dia 7 de abril, foi destaque também na goleada por 5 a 1 sobre o rival Bahia, marcando um dos gols na partida que marcou a inauguração da Arena Fonte Nova.
Foi um dos principais destaques da equipe no Campeonato Brasileiro de 2013, onde o Vitória fez a melhor campanha de um clube nordestino na Série A na história dos pontos corridos. Rapidamente, tornou-se ídolo da torcida pela entrega em campo e pela qualidade técnica, apelidado carinhosamente pela torcida de "Escudeus" e "Escumito".
Ao final da temporada de 2013, onde virou ícone do time e muito querido pela torcida, Escudero renovou seu contrato por mais dois anos junto ao clube baiano, depois do Vitória ter comprado 100% dos direitos federativos e 40% dos direitos econômicos do jogador, antes pertencentes ao Boca Juniors.
No final de 2015 tentou uma negociação para renovar o contrato para 2016 mas não renovou seu contrato e deixou o clube.

### Vasco da Gama
Em 25 de dezembro de 2016, foi anunciado como novo reforço do Vasco da Gama.
Marcou seu primeiro gol com a camisa do Vasco no dia 5 de fevereiro de 2017, na vitória por 2 a 1, sobre o Resende, em partida válida pelo Estadual.

### Cuiabá
Em abril de 2019, Damián Escudero acertou sua transferência ao Cuiabá, para a disputa da Série B do Campeonato Brasileiro. 

## Seleção Argentina
Em 2007, Escudero participou da Copa do Mundo Sub-20, no Canadá, competição onde foi titular absoluto e sagrou-se campeão com uma vitória por 2 a 1 sobre a República Tcheca. Escudero atuou ao lado de jogadores como Kun Agüero, hoje no Manchester City, e Ángel Di María, que atualmente defende o Paris Saint-Germain. No ano seguinte, chegou a ser relacionado para participar das Olimpíadas de Pequim, mas acabou cortado.

## Estatísticas
Até 17 de setembro de 2017.
| Clube             | Temporada         | Campeonato nacional | Campeonato nacional | Copa nacional[a] | Copa nacional[a] | Competições internacionais[b] | Competições internacionais[b] | Outros torneios[c] | Outros torneios[c] | Total | Total |
| Clube             | Temporada         | Jogos               | Gols                | Jogos            | Gols             | Jogos                         | Gols                          | Jogos              | Gols               | Jogos | Gols  |
| ----------------- | ----------------- | ------------------- | ------------------- | ---------------- | ---------------- | ----------------------------- | ----------------------------- | ------------------ | ------------------ | ----- | ----- |
| Vélez Sarsfield   | 2005              | 5                   | 0                   | —                | —                | —                             | —                             | —                  | —                  | 5     | 0     |
| Vélez Sarsfield   | 2006              | 19                  | 4                   | —                | —                | 4                             | 2                             | —                  | —                  | 23    | 6     |
| Vélez Sarsfield   | 2007              | 17                  | 5                   | —                | —                | 10                            | 4                             | —                  | —                  | 27    | 9     |
| Vélez Sarsfield   | 2008              | 19                  | 3                   | —                | —                | —                             | —                             | —                  | —                  | 19    | 3     |
| Vélez Sarsfield   | Total             | 60                  | 12                  | —                | —                | 14                            | 6                             | —                  | —                  | 74    | 18    |
| Real Valladolid   | 2008-09           | 15                  | 0                   | —                | —                | —                             | —                             | —                  | —                  | 15    | 0     |
| Real Valladolid   | Total             | 15                  | 0                   | —                | —                | —                             | —                             | —                  | —                  | 15    | 0     |
| Villareal         | 2009-10           | 13                  | 1                   | 1                | 0                | 4                             | 0                             | —                  | —                  | 18    | 1     |
| Villareal         | Total             | 13                  | 1                   | 1                | 0                | 4                             | 0                             | —                  | —                  | 18    | 1     |
| Boca Juniors      | 2010              | 13                  | 0                   | —                | —                | —                             | —                             | —                  | —                  | 13    | 0     |
| Boca Juniors      | Total             | 13                  | 0                   | —                | —                | —                             | —                             | —                  | —                  | 13    | 0     |
| Grêmio            | 2011              | 31                  | 4                   | —                | —                | 6                             | 0                             | 5                  | 1                  | 42    | 5     |
| Grêmio            | Total             | 31                  | 4                   | —                | —                | 6                             | 0                             | 5                  | 1                  | 42    | 5     |
| Atlético Mineiro  | 2012              | 27                  | 4                   | 3                | 0                | —                             | —                             | 10                 | 0                  | 40    | 4     |
| Atlético Mineiro  | Total             | 27                  | 4                   | 3                | 0                | —                             | —                             | 10                 | 0                  | 40    | 4     |
| Vitória           | 2013              | 27                  | 2                   | 3                | 1                | —                             | —                             | 5                  | 2                  | 35    | 5     |
| Vitória           | 2014              | 17                  | 4                   | —                | —                | —                             | —                             | 5                  | 0                  | 22    | 4     |
| Vitória           | 2015              | 27                  | 11                  | 3                | 2                | —                             | —                             | 13                 | 0                  | 43    | 13    |
| Vitória           | Total             | 71                  | 17                  | 6                | 3                | —                             | —                             | 23                 | 2                  | 100   | 22    |
| Puebla            | 2015-16           | 10                  | 1                   | —                | —                | 2                             | 0                             | —                  | —                  | 12    | 1     |
| Puebla            | 2016-17           | 17                  | 2                   | 3                | 0                | —                             | —                             | —                  | —                  | 20    | 2     |
| Puebla            | Total             | 27                  | 3                   | 3                | 0                | 2                             | 0                             | —                  | —                  | 32    | 3     |
| Vasco da Gama     | 2017              | 7                   | 0                   | 4                | 0                | —                             | —                             | 12                 | 1                  | 23    | 1     |
| Vasco da Gama     | Total             | 7                   | 0                   | 4                | 0                | —                             | —                             | 12                 | 1                  | 23    | 1     |
| Cuiabá            | 2019              | 0                   | 0                   | 0                | 0                | —                             | —                             | 0                  | 0                  | 0     | 0     |
| Cuiabá            | Total             | 0                   | 0                   | 0                | 0                | —                             | —                             | 0                  | 0                  | 0     | 0     |
| Total na carreira | Total na carreira | 264                 | 41                  | 17               | 3                | 26                            | 6                             | 50                 | 4                  | 357   | 54    |

- a. ^ Jogos da Copa do Rei da Espanha, Copa do Brasil e Copa México
- b. ^ Jogos da Copa Libertadores da América, Copa Sul-Americana e Liga Europa da UEFA
- c. ^ Jogos de Campeonatos estaduais, Torneios regionais e Torneios amistosos

## Títulos
Atlético Mineiro
- Campeonato Mineiro: 2012

Vitória
- Campeonato Baiano: 2013

Vasco
- Taça Rio: 2017

Cuiabá
- Copa Verde: 2019

Seleção Argentina
- Campeonato Mundial - Sub-20: 2007